# Stenygra setigera
Stenygra setigera là một loài bọ cánh cứng trong họ Cerambycidae.